# Новоселски манастир (Северна Македония)
 Тази статия е за манастира в Струмишко, Република Македония.  За манастира в Троянско, България вижте Новоселски манастир.  
Новоселски манастир „Свети Антоний и Свети Георги“ (на македонска литературна норма: Новоселски манастир „Св. св. Антониј и Ѓорѓи“) е мъжки манастир в струмишкото село Ново село, Северна Македония, част от Струмишката епархия на Македонската православна църква.

## Местоположение
Манастирът е разположен на километър североизточно от Ново село.

## История
Църквата „Свети Георги“ е построена в 1995 година от населението на Ново село на място, на което според местното предание е имало църква с това име. В 2004 година по инициатива на митрополит Наум Струмишки идват двама монаси и няколко послушници от Водочкия манастир, южно от църквата е изграден конак и в манастира започва монашески живот.

## Архитектура
Манастирският католикон е кръстокуполна сграда във византийски стил с входове от запад и север. Вътрешността е богато изписана. Иконостасът е мраморен и има само две икони на Иисус Христос и на Света Богородица. Подът е покрит с мраморни плочи.
В северния край на конака има малък параклис изписан параклис с вход от юг и запад.